# Fenalén

Az 1H-fenalén, vagy gyakori elnevezéssel egyszerűen fenalén policiklusos aromás szénhidrogén (PAH). Számos más PAH-hoz hasonlóan fosszilis tüzelőanyagok égése során keletkezik, légszennyező anyag. A foszfor-tartalmú foszfafenalének alapvegyülete.

## Reakciói
Kálium-metoxiddal deprotonálható, ekkor fenalenil anion keletkezik.

## Fordítás
Ez a szócikk részben vagy egészben  a   Phenalene című angol Wikipédia-szócikk ezen változatának fordításán alapul.  Az eredeti cikk szerkesztőit annak laptörténete sorolja fel. Ez a jelzés csupán a megfogalmazás eredetét és a szerzői jogokat jelzi, nem szolgál a cikkben szereplő információk forrásmegjelöléseként.